# Travertin

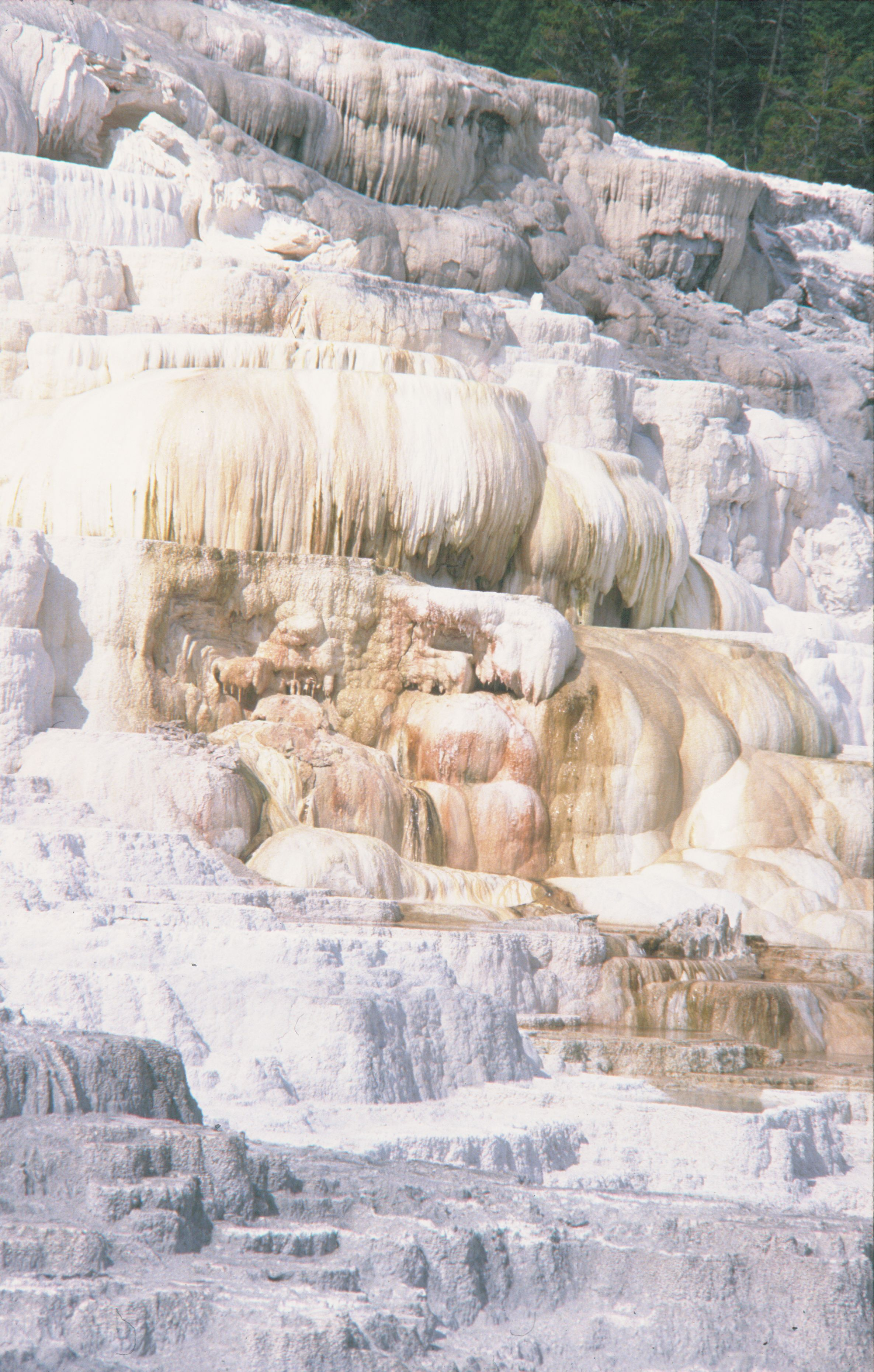
Travertinterrassen von Mammoth Hot Springs, Yellowstone National Park, Wyoming, USA

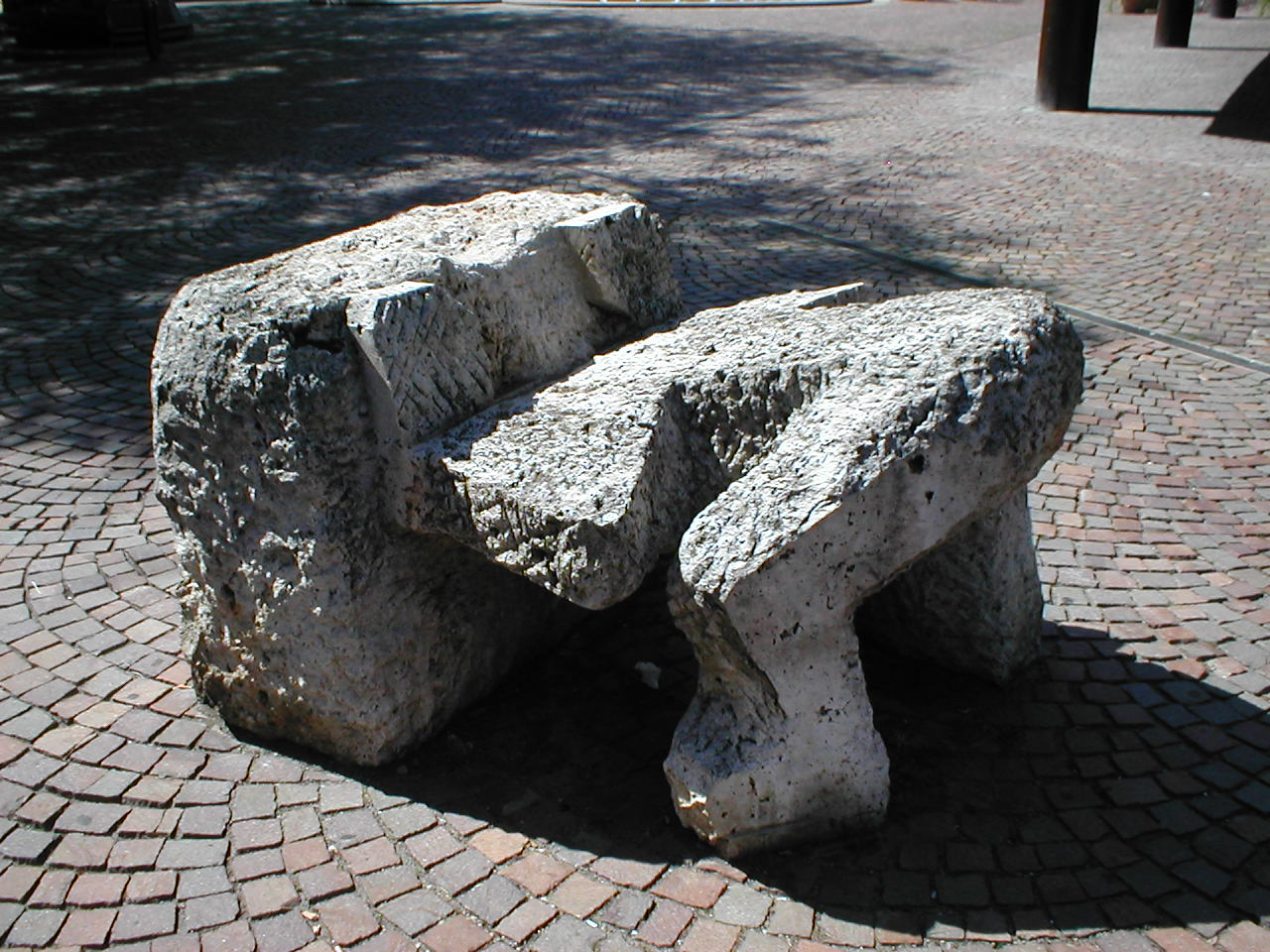
„Befreiung“: Skulptur von Rainer Bergmann am Theater Heilbronn aus Gauinger Travertin

Travertin (von italienisch travertino, lateinisch lapis tiburtinus, „Stein aus Tivoli“) ist ein mehr oder weniger poröser Kalkstein von heller, meist gelblicher und brauner oder seltener beiger oder roter Farbe, der aus kalten, warmen oder heißen Süßwasserquellen als Quellkalk chemisch ausgefällt wurde. Die Quellen enthalten Calcium- und Hydrogencarbonat-Ionen sowie Kohlenstoffdioxid, der Travertin selbst besteht fast ausschließlich aus Calciumcarbonat. Es handelt sich um einen Süßwasserkalk.
Darüber hinaus wird die Bezeichnung Travertin auch teilweise für verschiedene Höhlenablagerungen aus Calciumcarbonat verwendet und tritt als Handelsbezeichnung für dichte Kalksteine auf.

## Abgrenzung
Travertine sind deutlich geschichtete, feste und polierbare Gesteine. Werden sie gegen ihre Lagerrichtung gesägt, so zeigen sie eine leicht erkennbare Bänderung.
Als Kalktuffe werden „stark poröse bis kavernöse und wechselnd verfestigte, nicht marine Karbonatgesteine“ bezeichnet.
Wenn die Bezeichnungen Kalksinter und die für die Unterbegriffe Kalktuff und Travertin verwendeten Bezeichnungen synonym verwendet werden, entsteht Begriffsverwirrung.
Kalktuffe sind nämlich – im Gegensatz zu Travertin – nicht deutlich geschichtet, zeigen teilweise gleichförmige Oberflächen, weisen partiell große Hohlräume auf und zeigen teilweise versteinerte Pflanzen und Kleintiere, z. B. Schnecken. Kalktuffe bilden auch blumenkohlartige Oberflächenstrukturen und sind nicht gebändert. Sie liegen häufig in gelockerter, nur teilweise verfestigter Form vor und können nicht poliert werden. In bruchfeuchtem Zustand können sie mit Handsägen und Messern geformt werden; dies ist bei Travertinen nicht der Fall. Beide Gesteine zählen zu den Weichgesteinen.
Im Naturstein verarbeitenden Gewerk in Deutschland ist der Kalktuff Gauinger Travertin als Travertin bekannt. Er wurde so benannt, weil er als Kalktuff fest und polierbar ist.

## Bezeichnungen
Sowohl in der geologischen Fachsprache als auch in der Umgangssprache werden für Kalktuffe verschiedene Bezeichnungen gebraucht,  entweder weiter differenzierend oder auch synonym: Kalktuff, Travertin und Kalksinter.
Als Travertin bezeichnet man in der Fachsprache den Kalktuff, der sich durch den Austritt von CO2 aus CO2-übersättigtem Quellgrundwasser bildet. Diesen Vorgang bezeichnet man als chemische Entkalkung.
Die Bezeichnungen für Travertin sind oft regional oder sprachlich unterschiedlich (je nach Vorkommen):
- Im südwestdeutschen Schichtstufenland werden Ausfällungen in Höhlen (Tropfsteine) als Kalksinter bezeichnet, hingegen Ausfällungen hinter Karstquellen oder in turbulentem oder stürzendem Wasser von Bächen und Flüsschen als Kalktuff.
- Die rezenten Bildungen, aber auch die Resultate von Diagenese (Versteinerungen) hinter kalten Quellen nennt man Kalktuff. (Keine Ähnlichkeit zum vulkanischen Tuffstein!)

Nicht zu den natürlichen Gesteinen zählt der Kunststein-Travertin, der aus gefärbtem Zement und Gesteinstrümmern besteht.

## Bildung

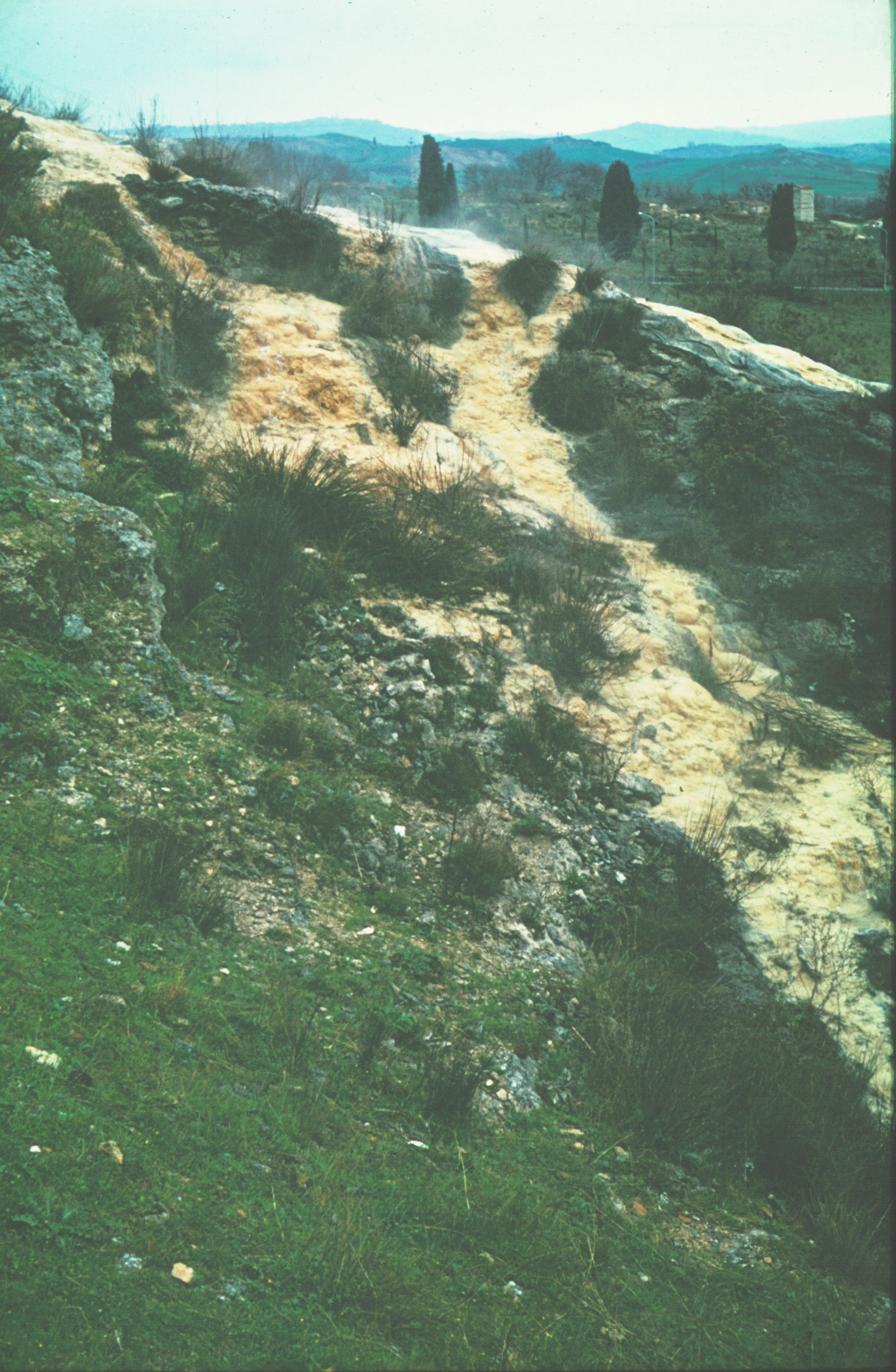
Travertinbildung an einer Thermalquelle bei Bagno Vignoni, Toskana, Italien

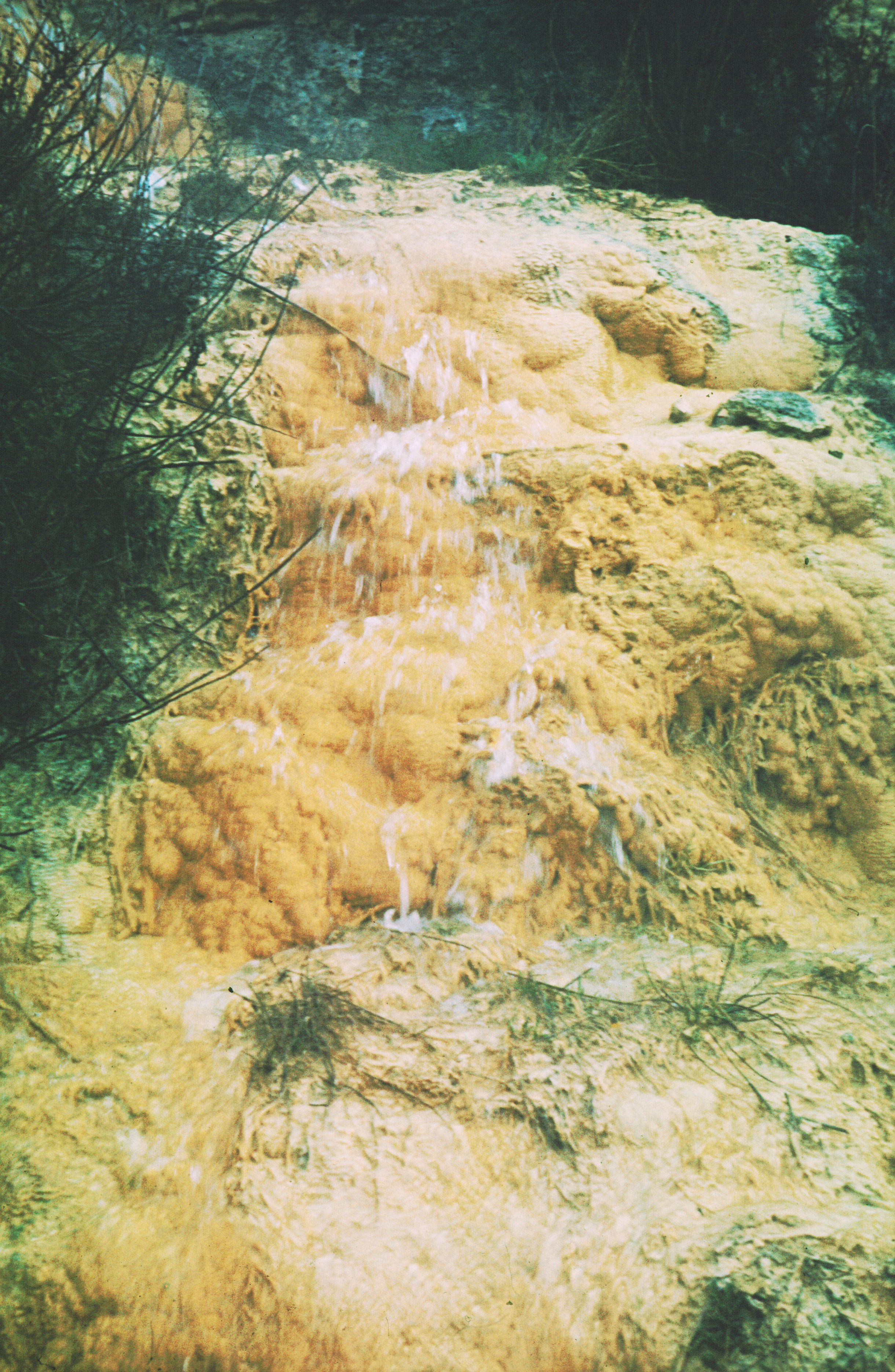
Detail aus vorstehend abgebildetem Objekt

Wässer, die Kohlenstoffdioxid (CO2) in relativ hohen Konzentrationen enthalten, zeichnen sich auch durch relativ hohe Konzentrationen an Hydrogencarbonat-Ionen (HCO3−) und einen relativ niedrigen pH-Wert unter fünf aus. In ihnen können Calcium-Ionen (Ca2+) ebenfalls in höherer Konzentration gelöst sein, weil das Löslichkeitsprodukt für Calciumcarbonat (CaCO3) wegen der sehr geringen Konzentration an Carbonat-Ionen (CO32−) nicht erreicht wird. Treten solche Wässer zutage und setzen sich mit dem sehr geringen CO2-Gehalt der Luft ins Gleichgewicht oder werden sie erwärmt, so entweicht dadurch CO2. Der pH-Wert steigt an, die Konzentration der Hydrogencarbonat-Ionen sinkt ab und die der Carbonat-Ionen steigt an. Enthält das Wasser Calcium-Ionen (Ca2+), so wird dadurch das Löslichkeitsprodukt von Calciumcarbonat überschritten und die Calcium-Ionen fallen zusammen mit den so gebildeten Carbonat-Ionen als Calciumcarbonat aus. Das Löslichkeitsprodukt von Calciumcarbonat (Calcit) beträgt bei 15 °C 0,99·10−8, bei 25 °C 0,87·10−8 (mol/L)2.
Wässer können durch Zufuhr von CO2 aus vulkanischen und nachvulkanischen Entgasungen mit gelöstem CO2 angereichert und dadurch angesäuert werden, und sie können somit Calcium aus Gesteinen lösen, insbesondere aus Kalkgesteinen, wenn sie die Gesteine durchsickern. Sie werden auf diese Weise zu potentiellen Travertinbildnern: Wenn sie in Quellen an die Erdoberfläche treten und/oder erwärmt werden, entweicht CO2 und es fällt Calciumcarbonat als Travertin aus.
Bedeutsamer für das Entstehen der Travertine als aus heißen Quellen sind „kalte“ Quellen. Das Wasser wird beim Austritt an der Oberfläche in der Regel erwärmt, und der im kühlen Wasser gelöste Kalk fällt in unmittelbarer Umgebung der Quelle aus und bildet Gesteinsvorkommen. Durch geringe Beimengungen von Limonit kann Travertin gelblich bis braun gefärbt sein, durch Hämatit rötlich bis rot, oft mit verschieden intensiver Färbung geschichtet, im Anschnitt gebändert.
Aus einigen Thermalquellen wird der Kalkstein oolithisch abgeschieden, es bildet sich dann sogenannter „Erbsenstein“, zum Beispiel in Karlsbad, Tschechien.
Rezente Travertine entstehen meist abiotisch, das heißt ohne Mitwirkung von Lebewesen, wenn durch das Entweichen von Kohlenstoffdioxid das Löslichkeitsprodukt für Calciumcarbonat durch Bildung von Carbonat-Ionen (CO32−) überschritten wird. Die Photosyntheseaktivität von Algen oder Moosen im Wasser kann aber aufgrund des Verbrauchs an Kohlenstoffdioxid begünstigend wirken.

## Vorkommen

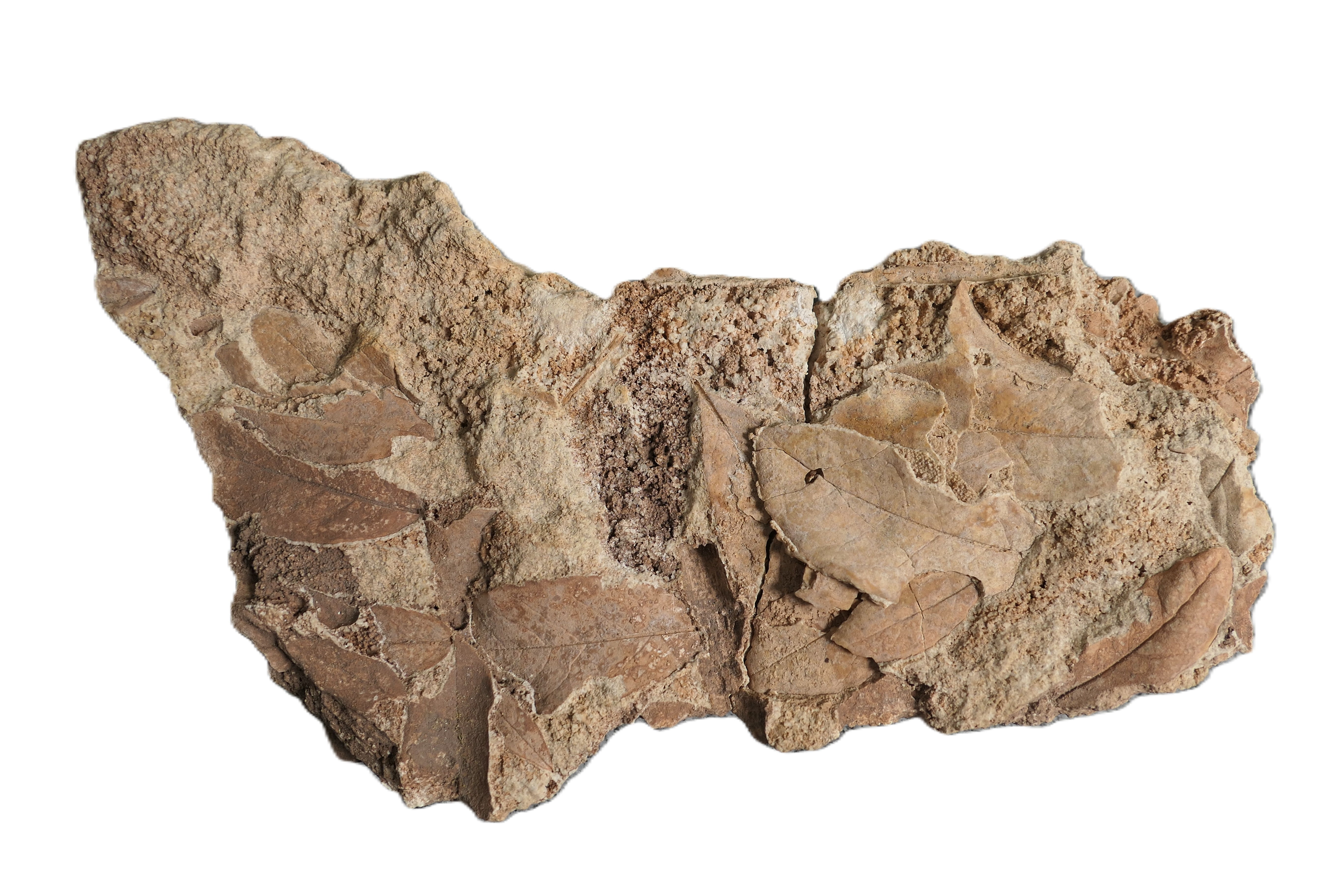
Travertin aus Stuttgart-Untertürkheim (Eem-Warmzeit).

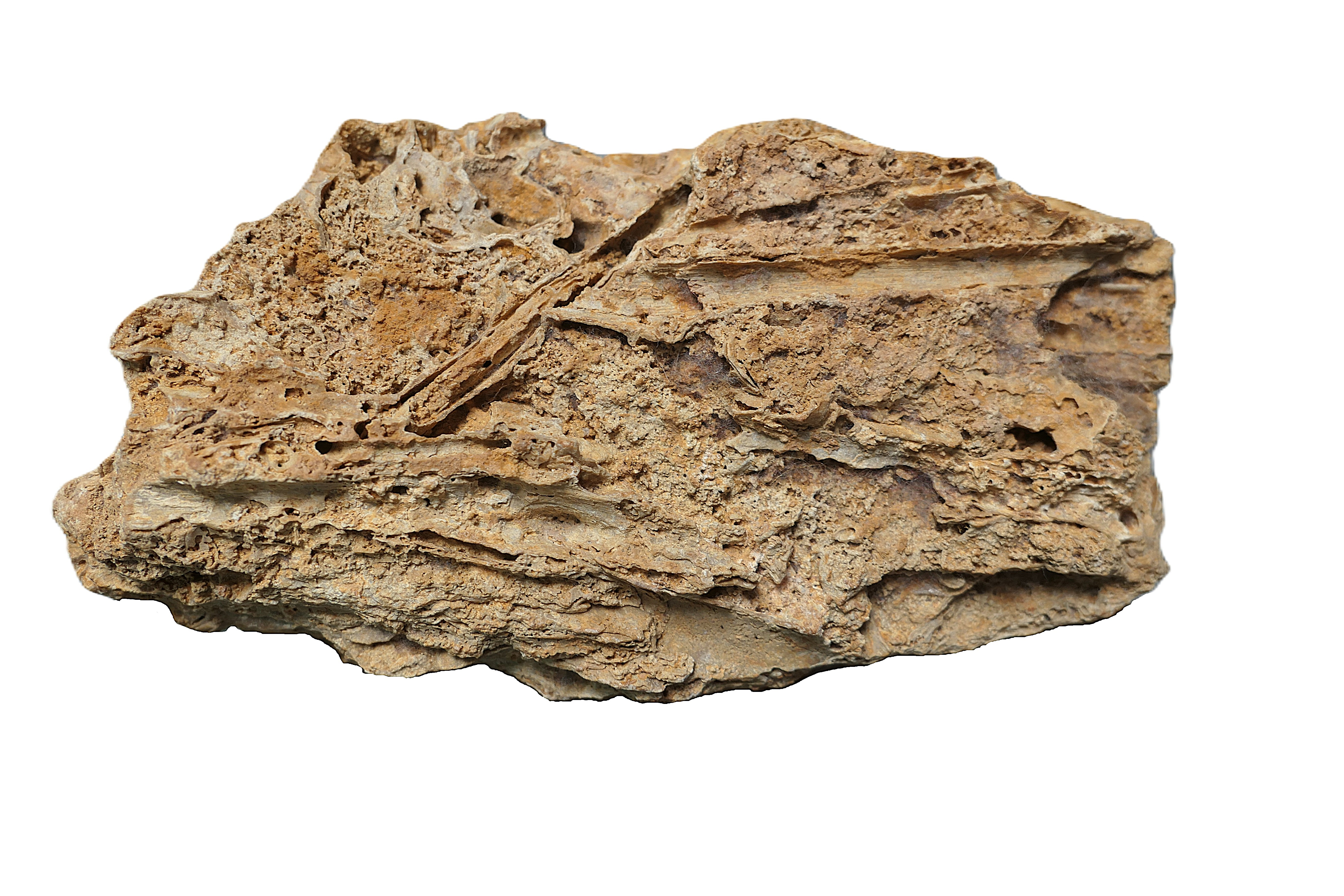
Travertin aus Stuttgart-Bad Cannstatt (Holstein-Warmzeit).

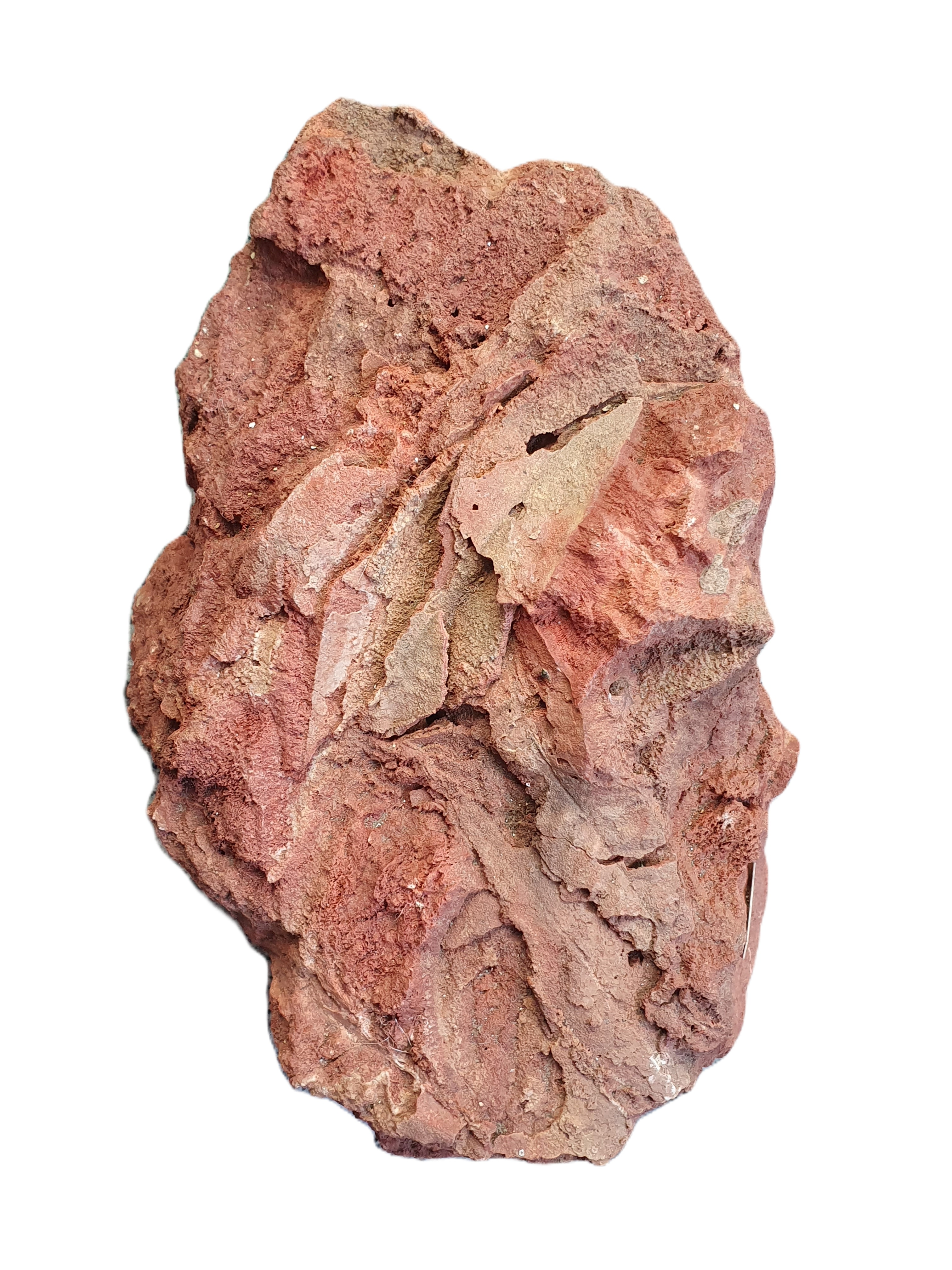
Fossile Pflanzenabdrücke im Böttinger Marmor (Schwäbischer-Vulkan-Vorkommen)

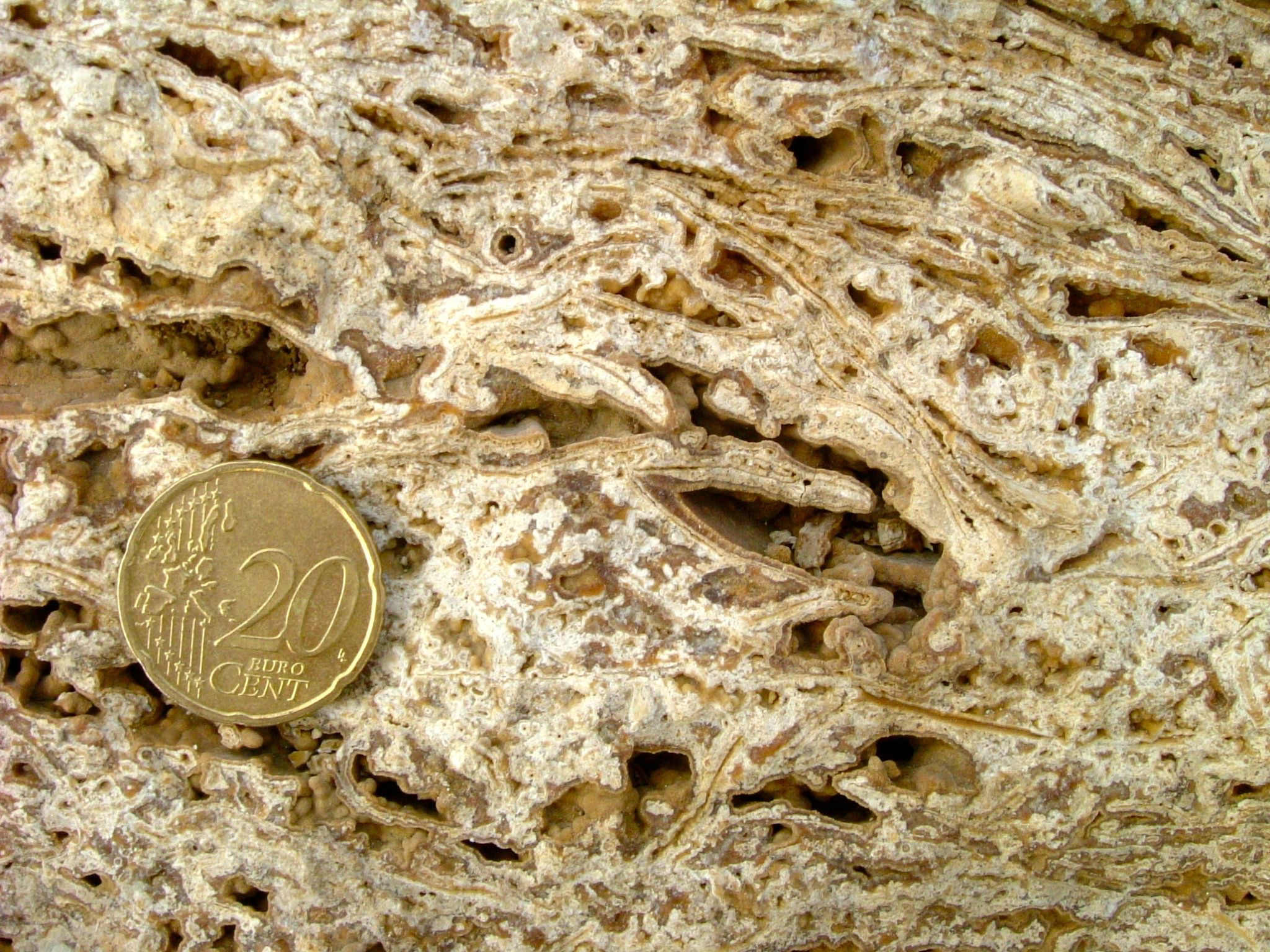
Travertin von Weimar-Ehringsdorf

Travertin ist auf den Kontinenten recht weit verbreitet. Die Vorkommen sind meist eng begrenzt und relativ geringmächtig. Er benötigt für seine Ablagerung die unmittelbare Nähe von älteren Kalkstein- oder Marmorvorkommen, von denen das Carbonat stammt. Travertine sind in den meisten Fällen sehr junge Gesteine, die im Quartär gebildet wurden.
Bekannte Vorkommen, in denen Werksteine gewonnen werden:
- in Deutschland
  - Thüringen: beispielsweise der Langensalzaer Travertin im Thüringer Becken, Weimar-Ehringsdorf, Bilzingsleben, Mühlberg und in Jena (Pennickental)
  - Baden-Württemberg: beispielsweise Cannstatter Travertin[4] im Stuttgarter Stadtbezirk Bad Cannstatt, der Riedöschinger Travertin[5] im Hegau, der Böttinger Marmor auf der Schwäbischen Alb, sowie der Gauinger Travertin bei Gauingen
  - Nordrhein-Westfalen: In der Eifel nahe des Ortes Weyer, beispielsweise im Felsen der Kakushöhle.[6][7]
- in Europa
  - Tschechische Republik: Sprudelstein-Vorkommen von Karlsbad, welches bereits von Johann Wolfgang von Goethe beschrieben wurde.[8]
  - Italien: Römischer Travertin in der Gegend von Tivoli (von hier stammen Bausteine für das Kolosseum und die St. Peterskirche in Rom); außerdem bei Alcamo (Sizilien) und Travertino Toscano bei Rapolano Terme in der Toskana
  - Frankreich: in der Auvergne
  - Kroatien: im Nationalpark Plitvicer Seen,
  - Bulgarien: bei Russe
  - Slowakische Republik: bei Spišské Podhradie sowie in Vyšné Ružbachy
- außerhalb Europas
  - Türkei: bei Pamukkale, Çankırı (Provinz) und Kayseri (Provinz)
  - Armenien: bei Abowjan
  - China: Jiuzhaigou
  - USA: Mammoth Hot Springs im Yellowstone-Nationalpark (Wyoming), Mono Lake

Rezente Travertinbildung kommt in Gegenden mit Vulkanismus oder postvulkanischen CO2-Entgasungen vor, besonders wo hochtemperierte Wässer vorkommen. Beispiele für solche Travertinbildung sind die Toskana, Italien; Pamukkale, Türkei oder die Mammoth Hot Springs, Yellowstone-Nationalpark, Wyoming, USA.

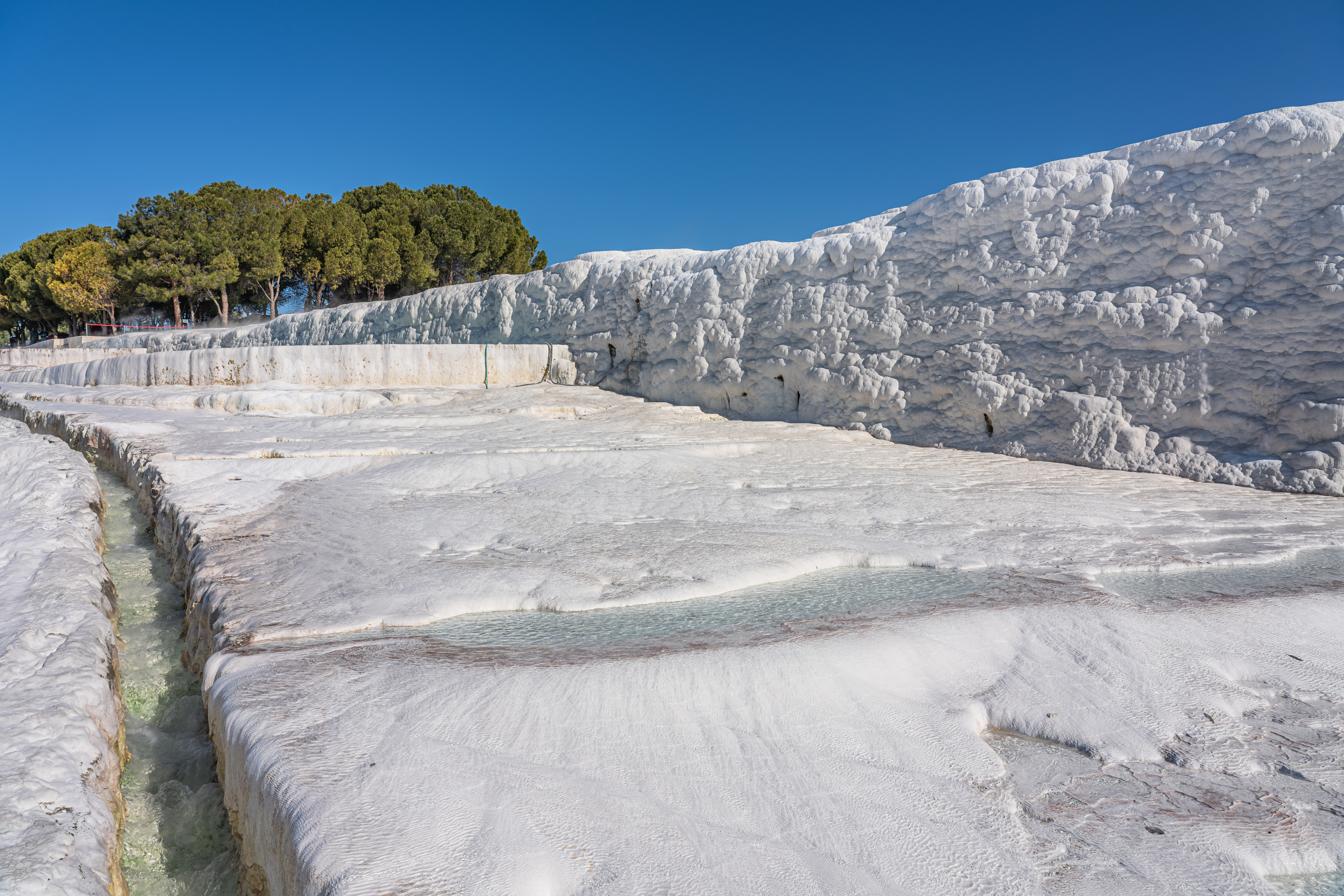
Travertinterrassen bei Pamukkale, Türkei
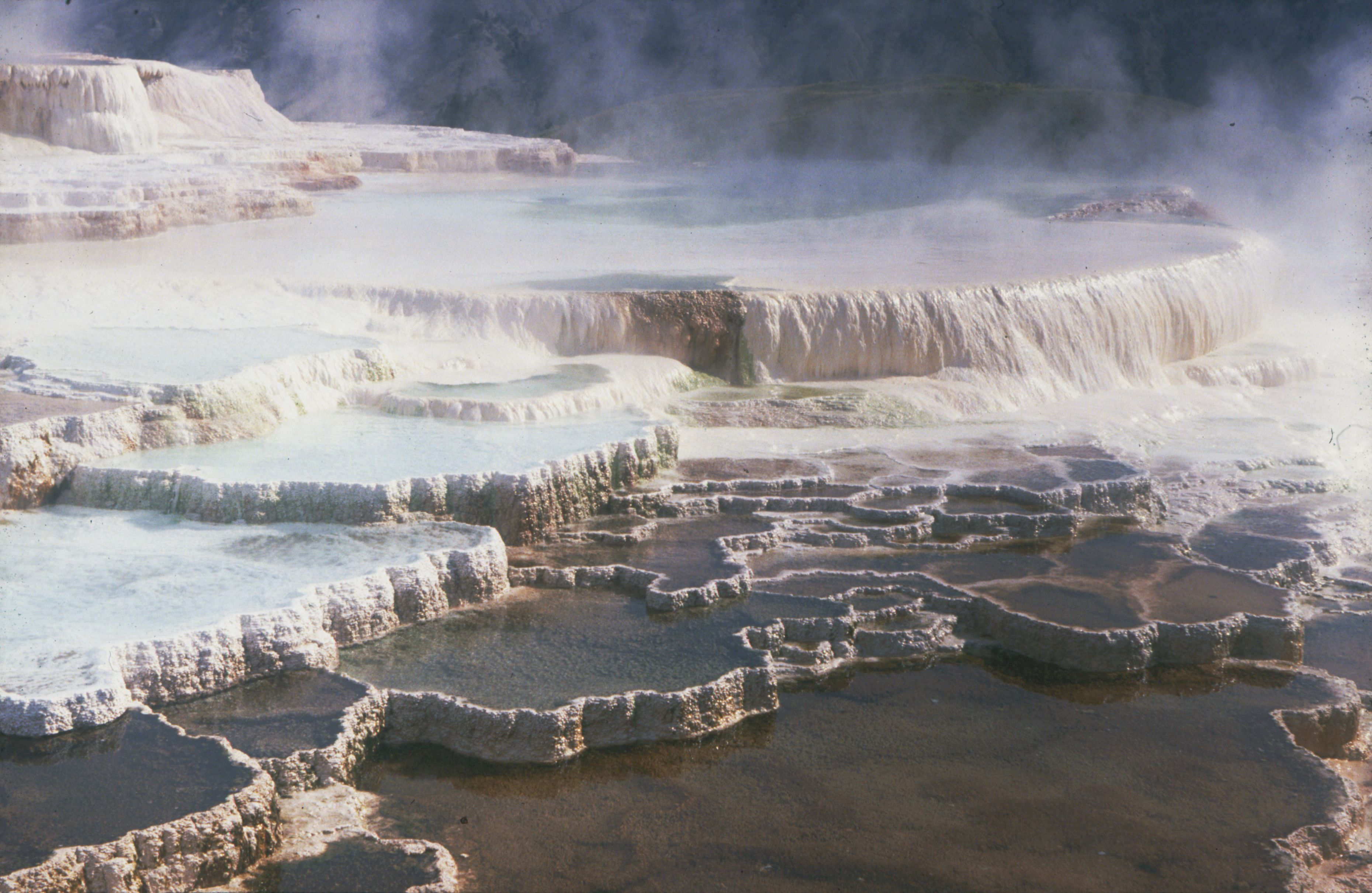
Travertinterrassen von Mammoth Hot Springs, Yellowstone National Park, Wyoming, USA
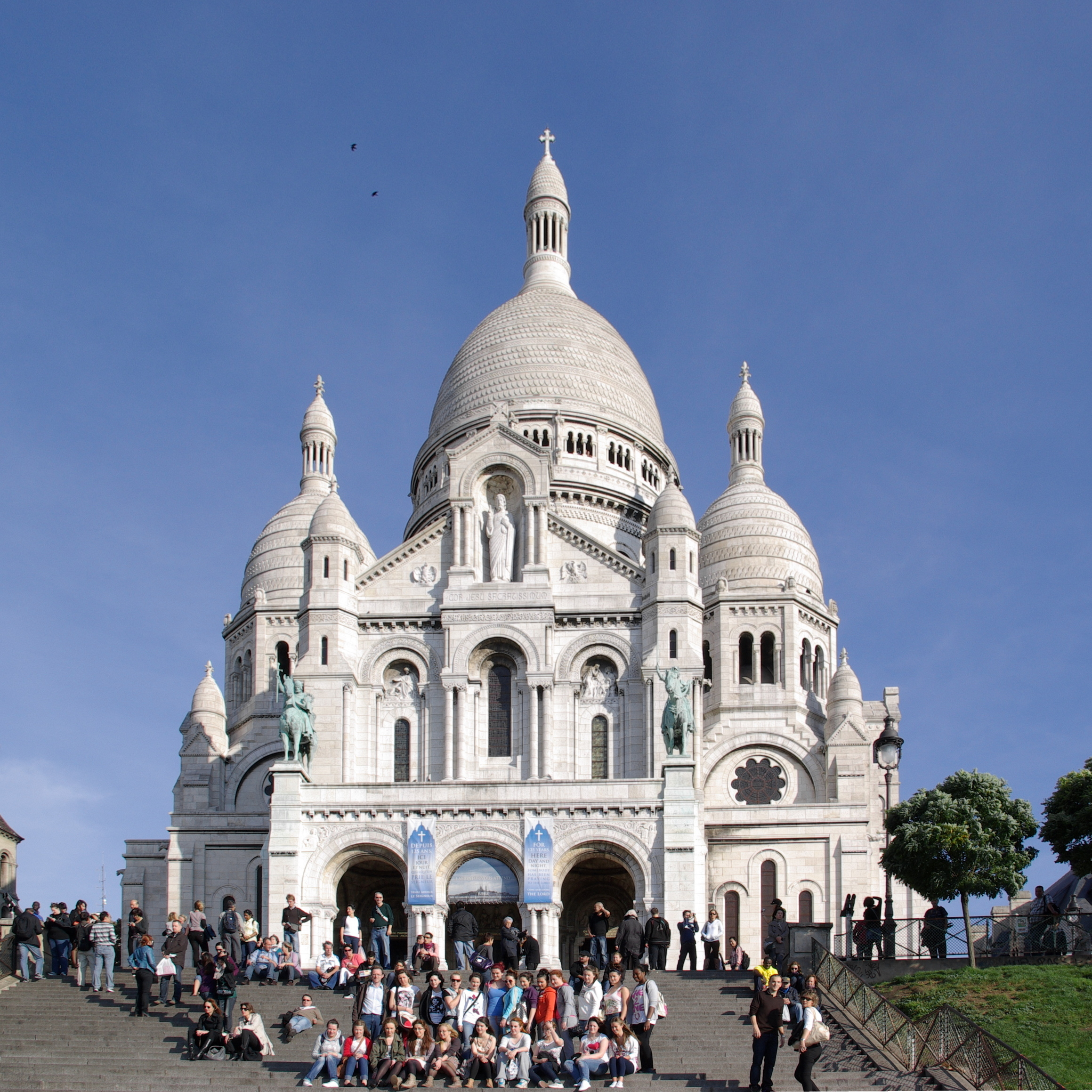
Die Pariser Kirche Sacré-Cœur de Montmartre aus Château-Landon-Travertin
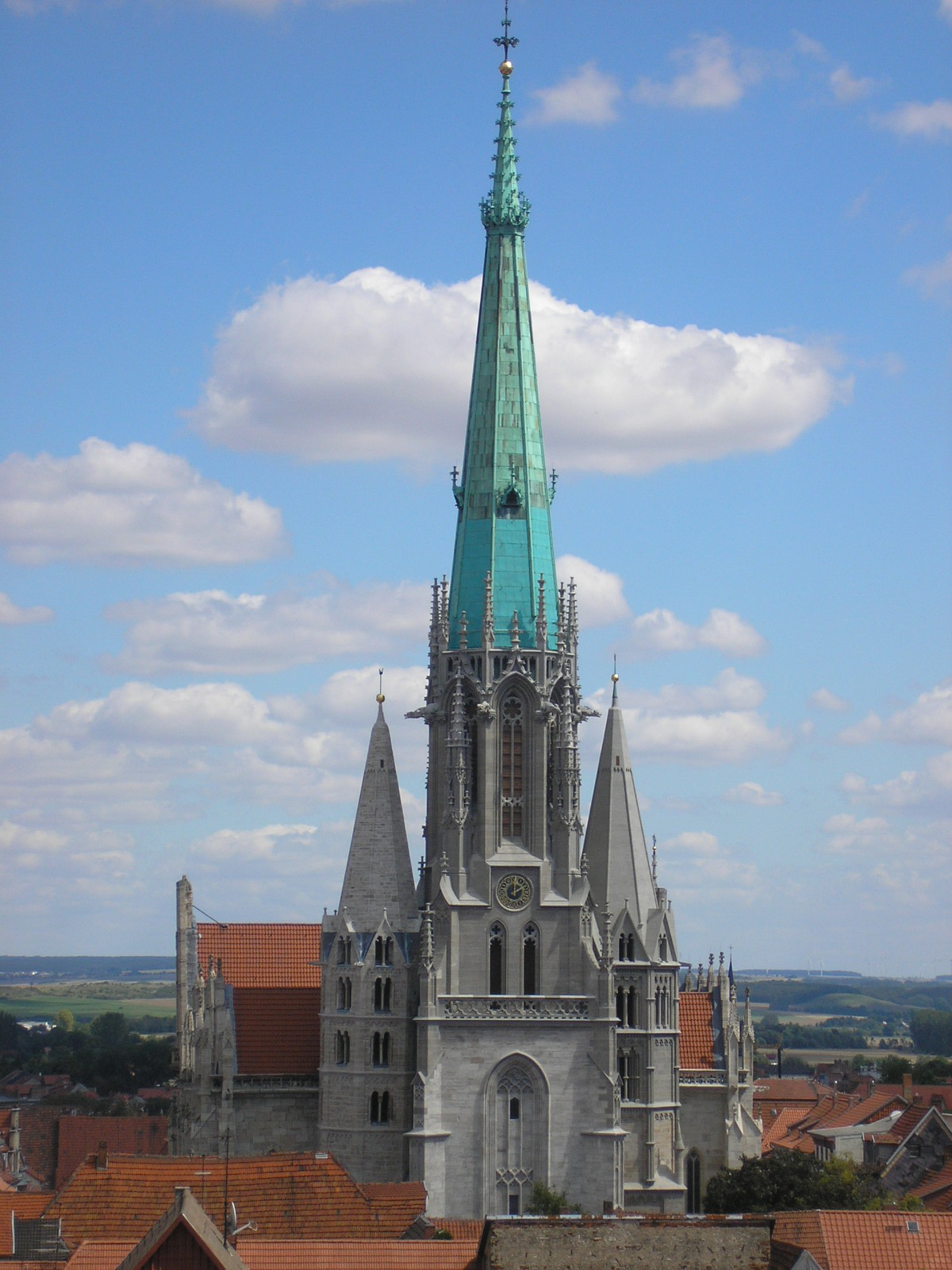
Mühlhäuser Marienkirche aus Travertin
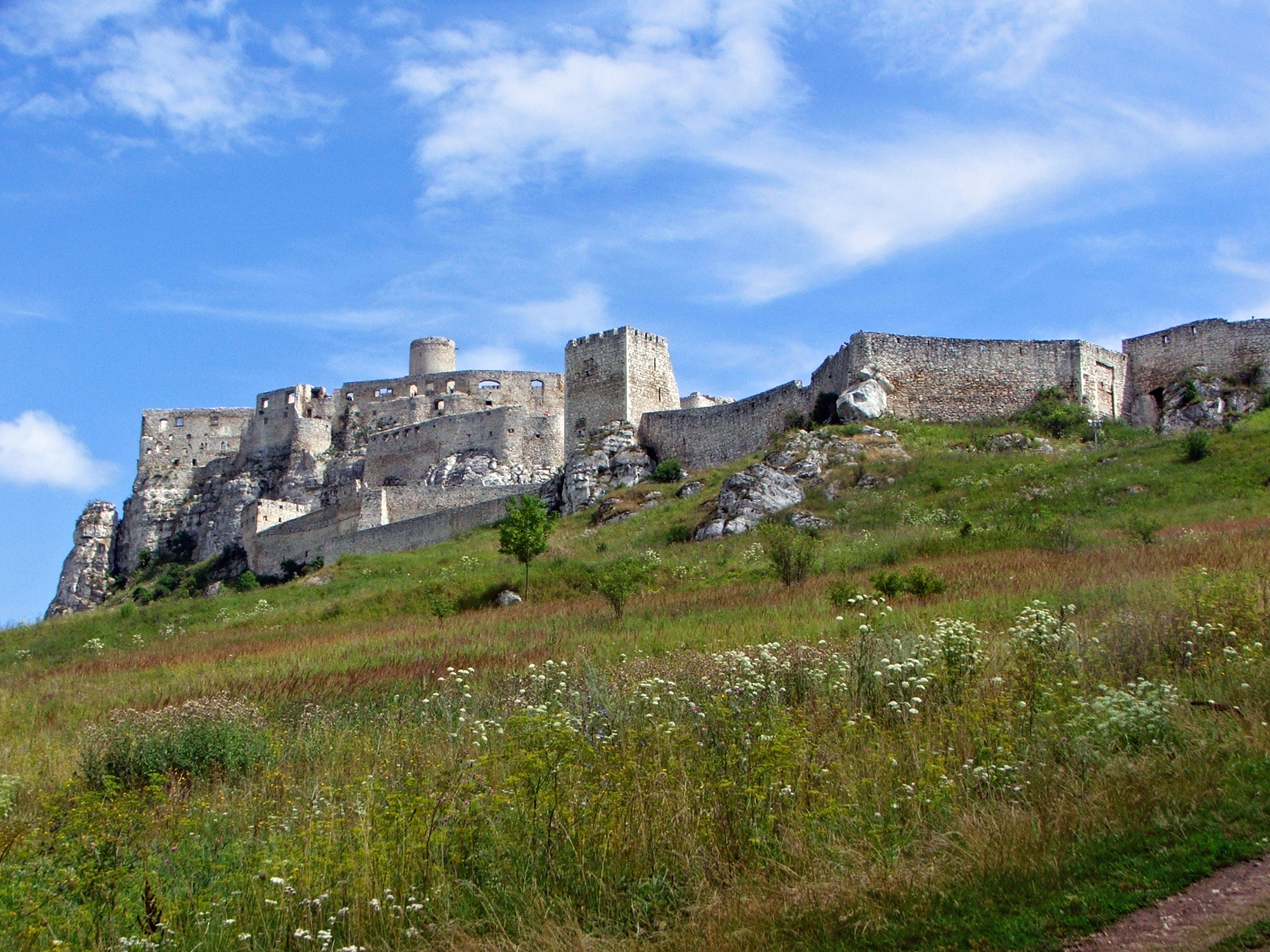
Die größte Burganlage Mitteleuropas, die Zipser Burg, wurde aus Travertin der nahen Lagerstätte errichtet
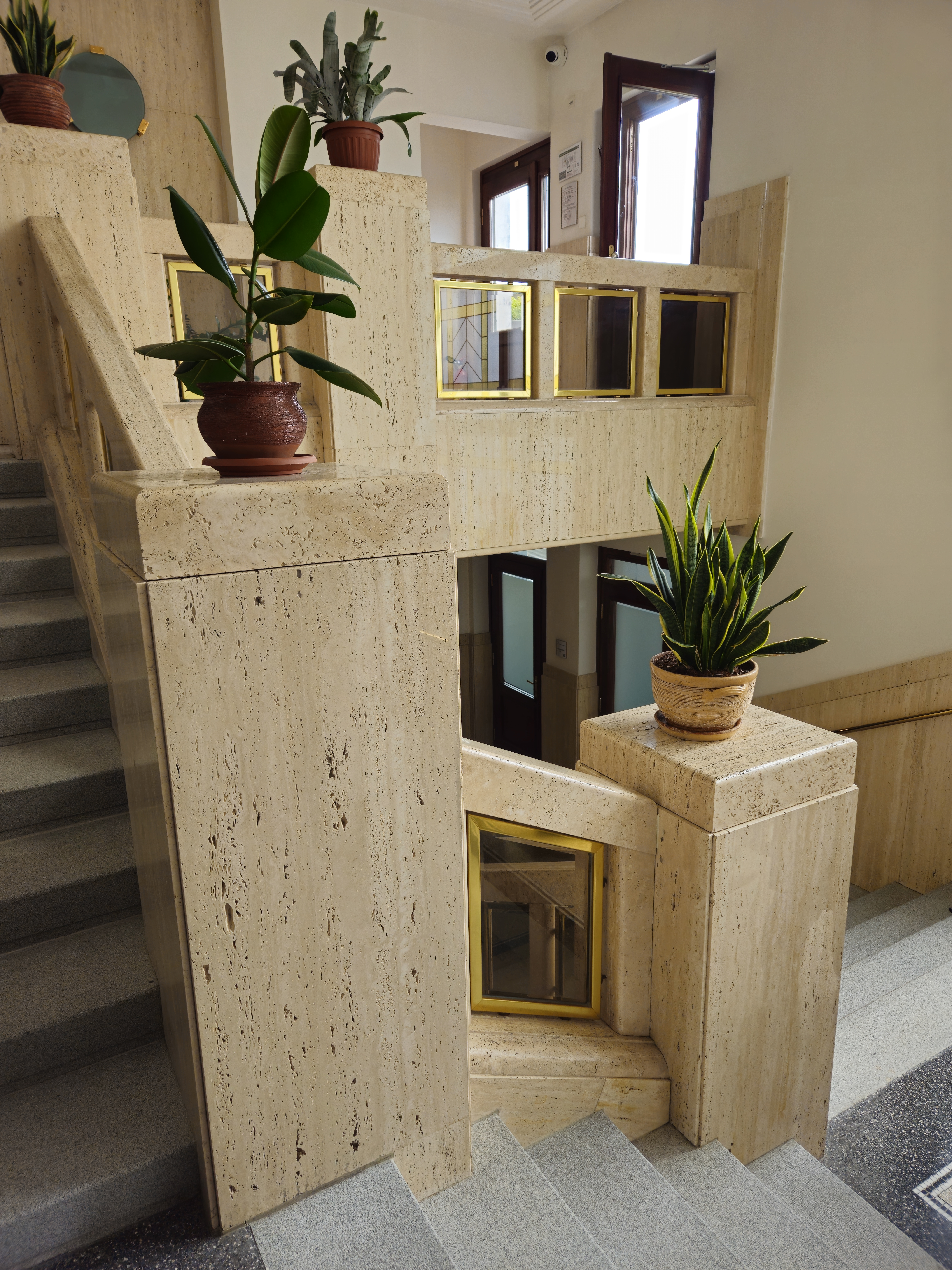
Elemente rund um die Treppe

## Eigenschaften und Verwendung

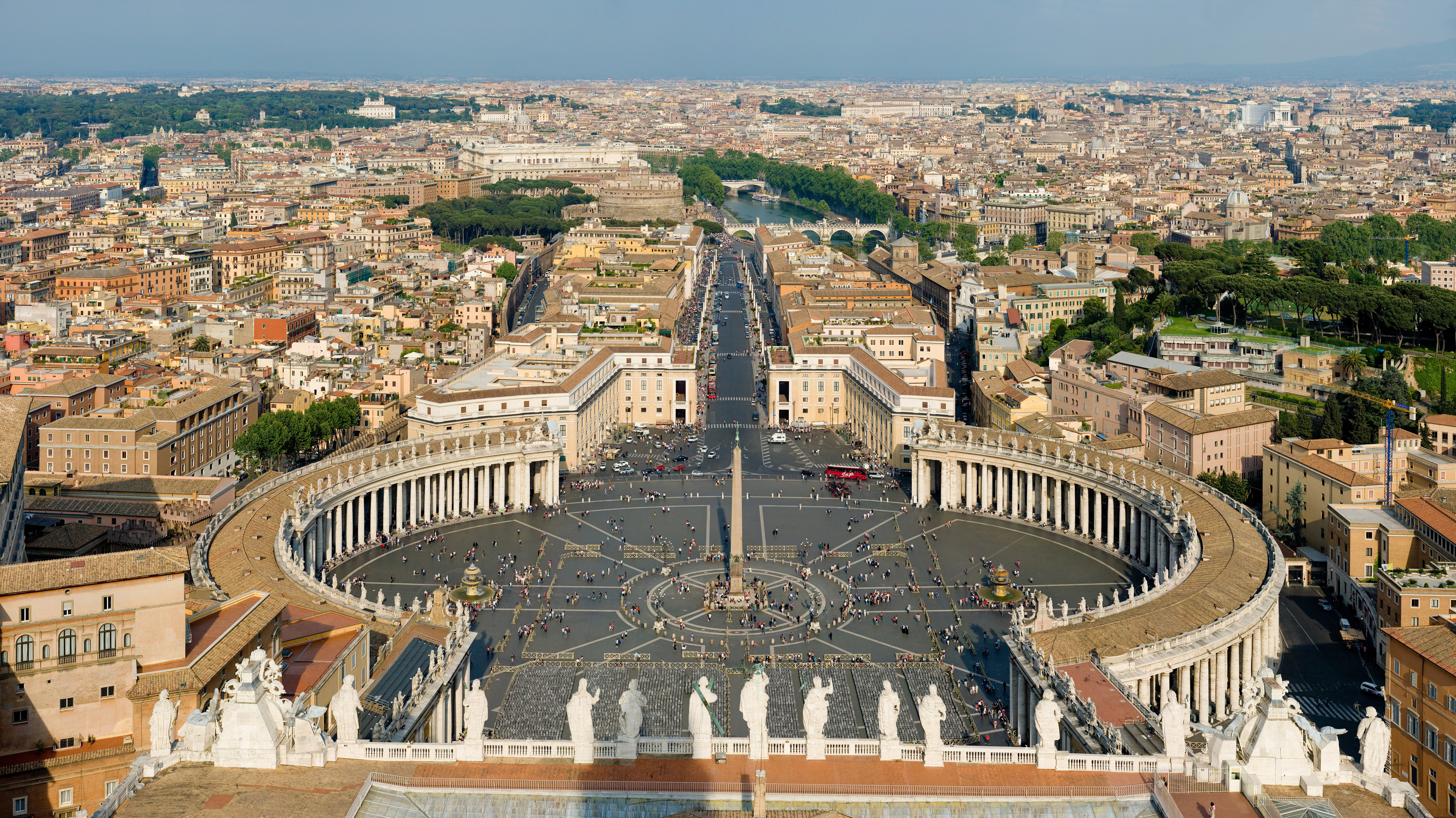
Die Säulen des Petersplatzes sind aus Römischem Travertin

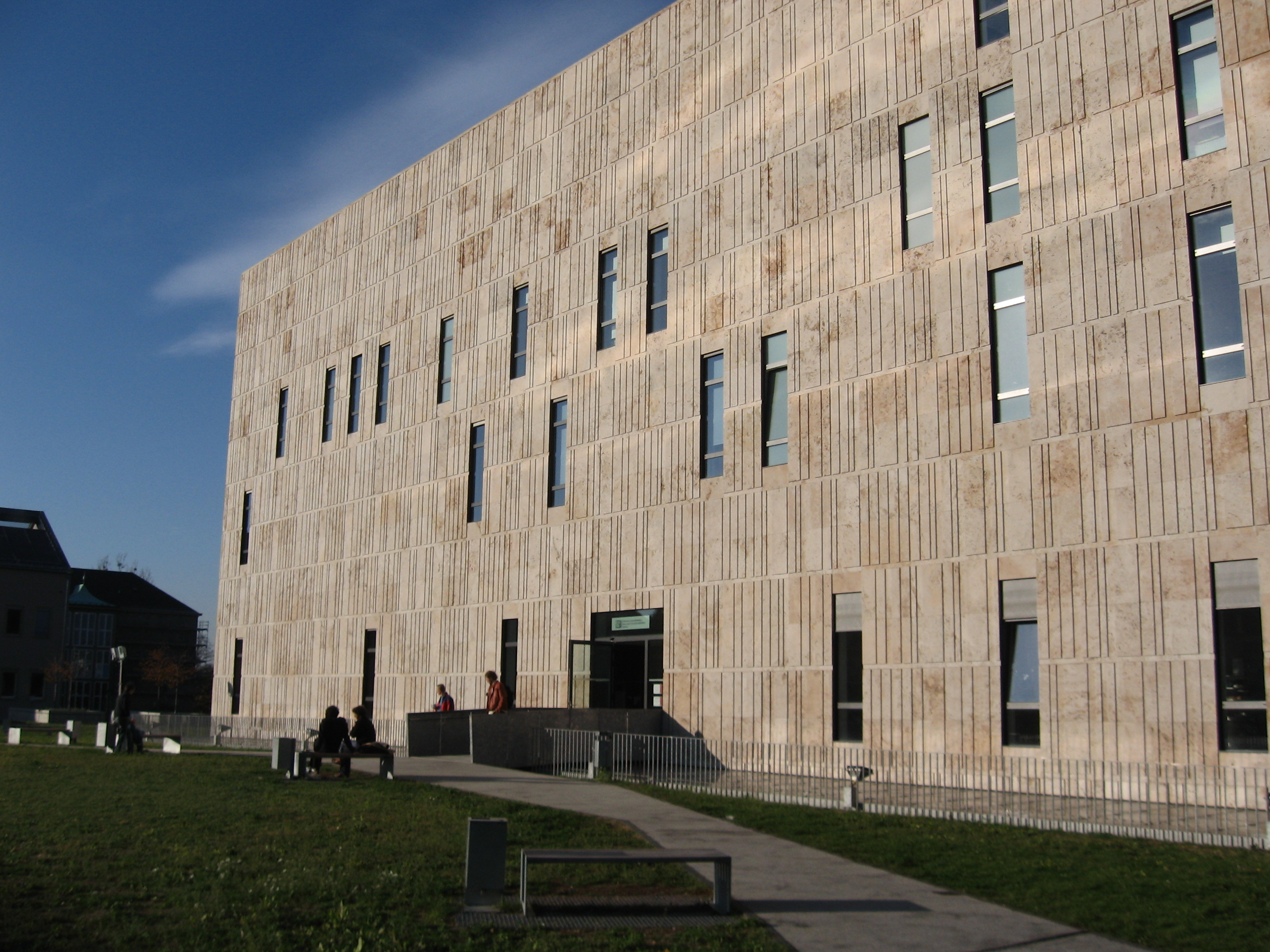
Thüringer Travertin an der Sächsischen Landesbibliothek

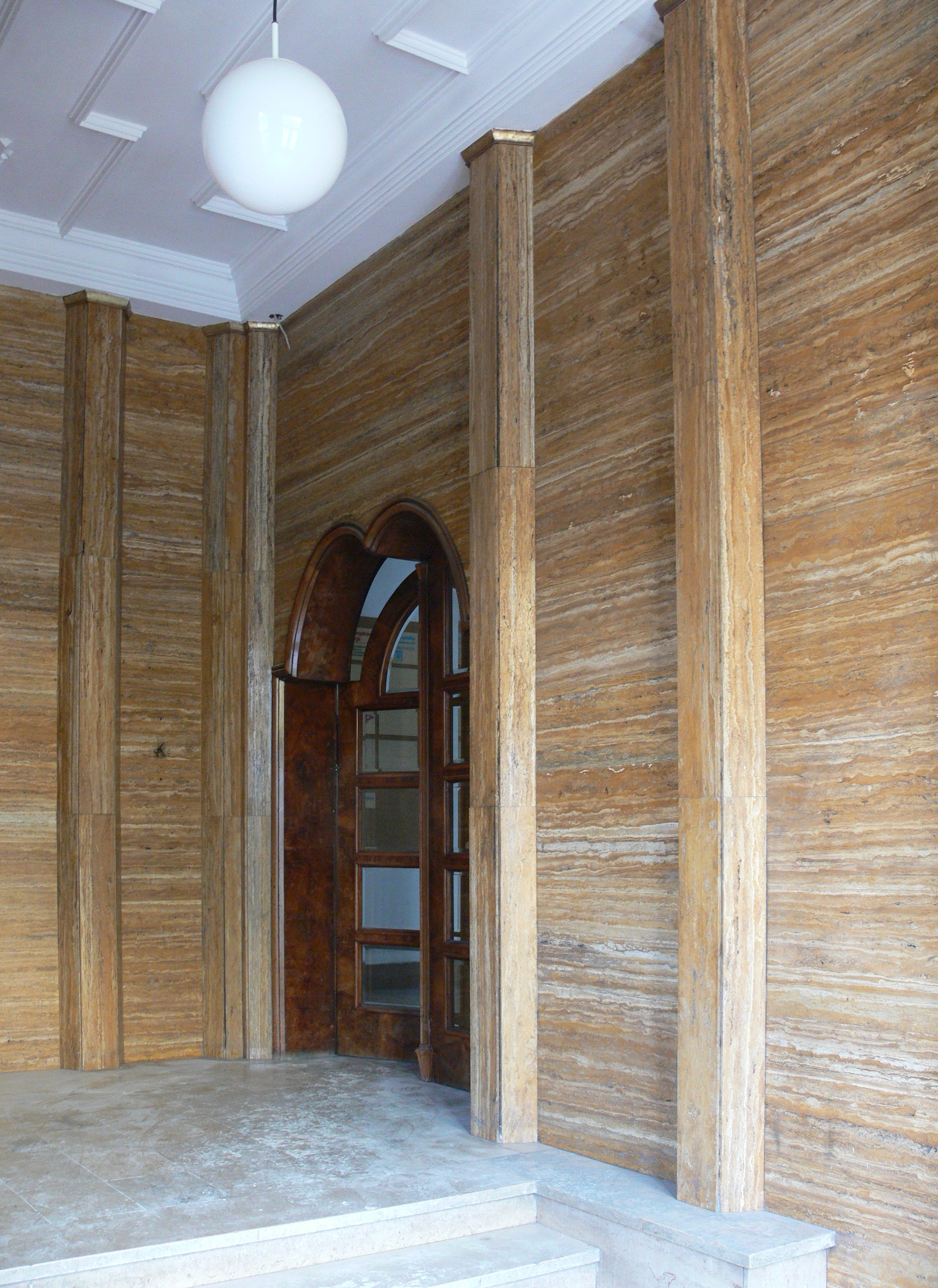
Täfelung mit Travertin im Cammann-Hochhaus in Chemnitz

Travertin ist meistens porös und mit Hohlräumen durchsetzt. Oft schließt er bei seiner Bildung Pflanzen und Pflanzenteile ein, die danach zersetzt werden. Die dadurch entstandenen Hohlräume zeigen oft noch die äußere Struktur der Pflanzenteile. Hält danach die Kalkausfällung weiter an, so können die Hohlräume unter Umständen noch geschlossen werden, der Travertin wird fester und gut bearbeitbar.
Travertin ist in seinen natürlichen Vorkommen leicht zu brechen und zu sägen. Fester Travertin hat eine Dichte von etwa 2,40 g/cm³ und eine Druckfestigkeit von etwa 50 Megapascal, er eignet sich zum Schleifen und Polieren und somit als Baustein, zur Dekoration (Fassaden, Tür- und Fensterumrahmungen) und für Einbauten in Gebäuden. Travertine sind trotz ihrer hohen Wasseraufnahme von 0,3 bis 3,0 Masseprozent frostfest. Aufgrund der derzeit herrschenden sauren Umweltbedingungen wird die Oberfläche relativ schnell angewittert. Travertine, die besonders dicht sind, lassen sich polieren. Dies gilt auch für alle Travertine, wenn sie mit dem Lager aufgesägt und poliert werden. Im bewitterten Außenbereich schwindet eine Politur in kurzen Zeiträumen und es entsteht eine matte Patina, die durchaus ihren Reiz hat.
Im Bauwesen wird Travertin als Naturstein und zur Dekoration verwendet. Gehandelt wird er offenporig oder gespachtelt.
Trotz seiner vergleichsweise geringen Festigkeit wurde Travertin in früheren Zeiten wegen seiner geringen Dichte (geringes Gewicht) und seiner guten Bearbeitbarkeit geschätzt, z. B. für Kirchen und Stadtmauern. Genutzt wurde Travertin vor allem regional um reiche Vorkommen herum als Baustein. So trifft man im zentralen Thüringen heute nahezu in jeder Stadt auf Kirchen, Stadtmauern oder andere Gebäude aus diesem Material. Höchstes Travertin-Bauwerk Deutschlands ist die Marktkirche St. Bonifacii (Bad Langensalza) mit, je nach Messverfahren, 72,49 oder 73,6 Meter hohem Glockenturm. In Rom sind die Säulen des Petersplatzes aus Römischem Travertin, der vor allem bei Tivoli gebrochen wurde.
Von römischen Baumeistern wurden Travertinsorten je nach Verfügbarkeit gern für das Grundmauerwerk von Hochbauten eingesetzt, weil seine Offenporigkeit eine hohe Verdunstungsoberfläche ergibt und dadurch der Sockelbereich auf natürliche Weise permanent trockengelegt wurde.

## Natursteinsorten
- Deutschland
  - Cannstatter Travertin (Bad Cannstatt, Baden-Württemberg)
  - Langensalzaer Travertin (Bad Langensalza, Thüringen)
- Italien
  - Römischer Travertin (Italien, Tivoli bei Rom)
  - Travertino Toscano (Toskana, Italien bei Rapolano Terme)
- Andere Länder
  - Hanácký Travertin (bei Tučín, Mähren, Tschechien), Abbau eingestellt
  - Üröm (bei Budapest, Ungarn)
  - Spiš (bei Spišské Podhradie, Slowakische Republik)
  - Denizli Yellow (Anatolien, Türkei) verschiedene Sorten
  - Persischer Travertin (Iran), Ost-Aserbaidschan, bei Maragha, verschiedene Farben

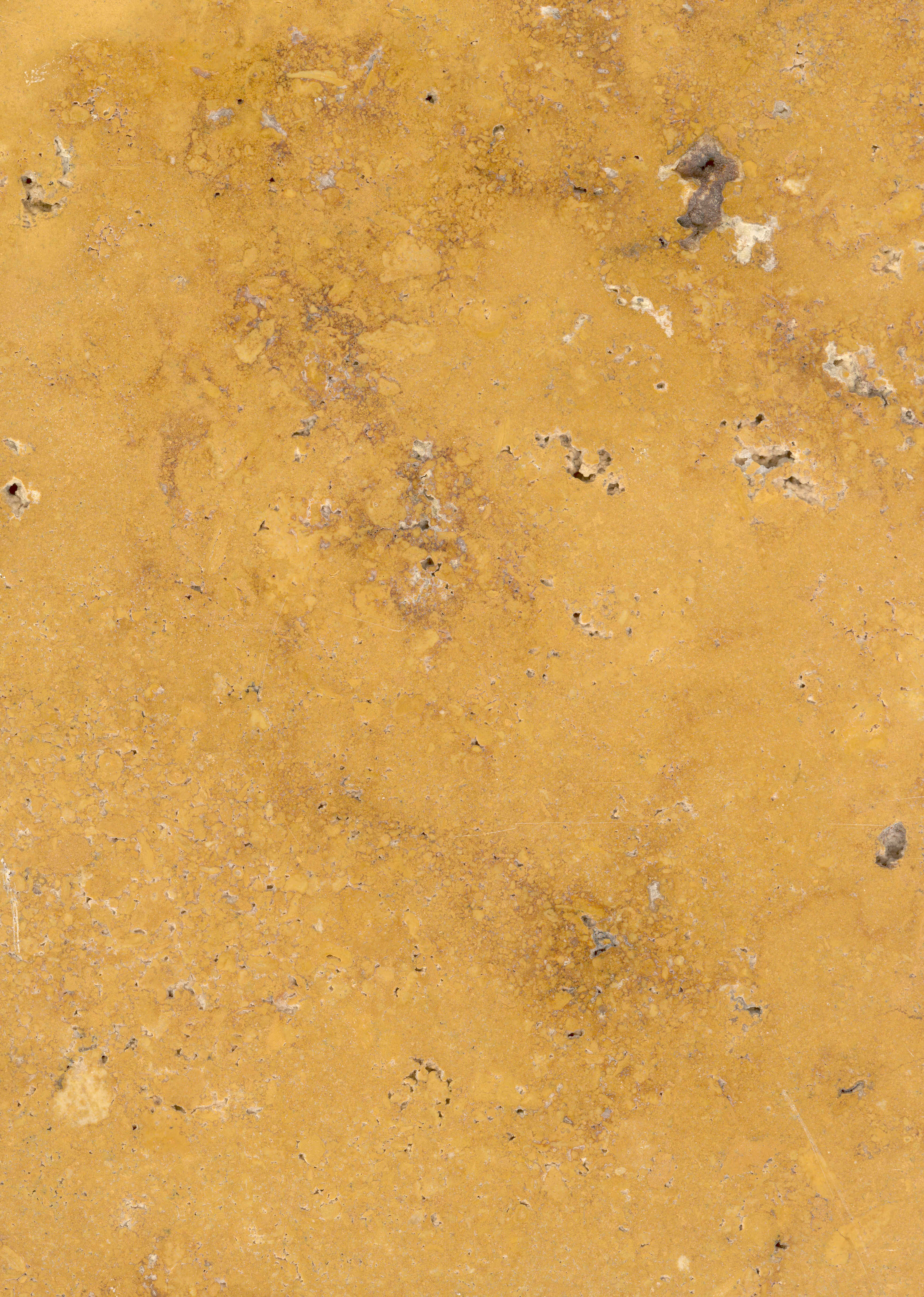
Cannstatter Travertin, Baden-Württemberg (Bad Cannstatt)
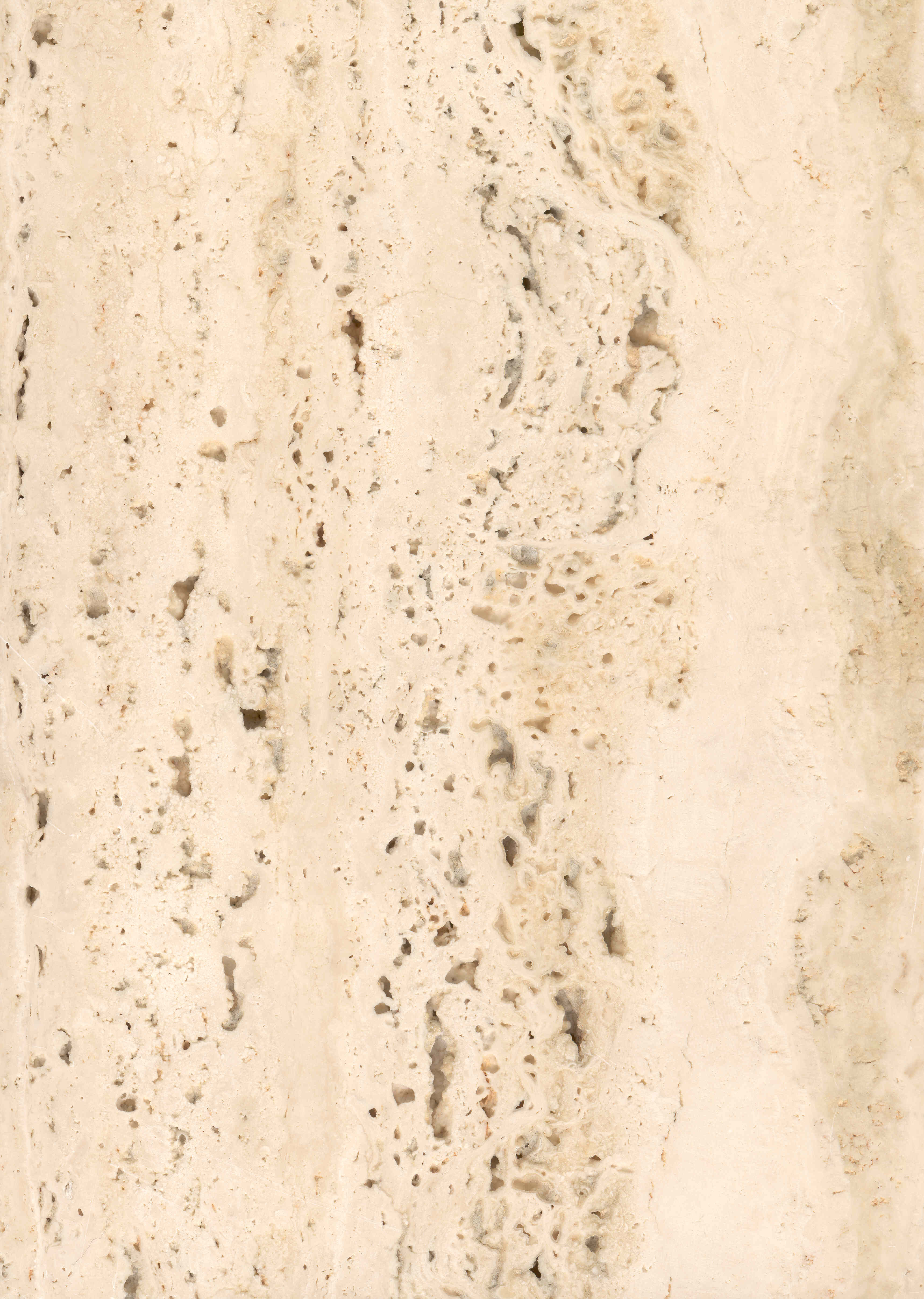
Römischer Travertin, Italien (Tivoli bei Rom)
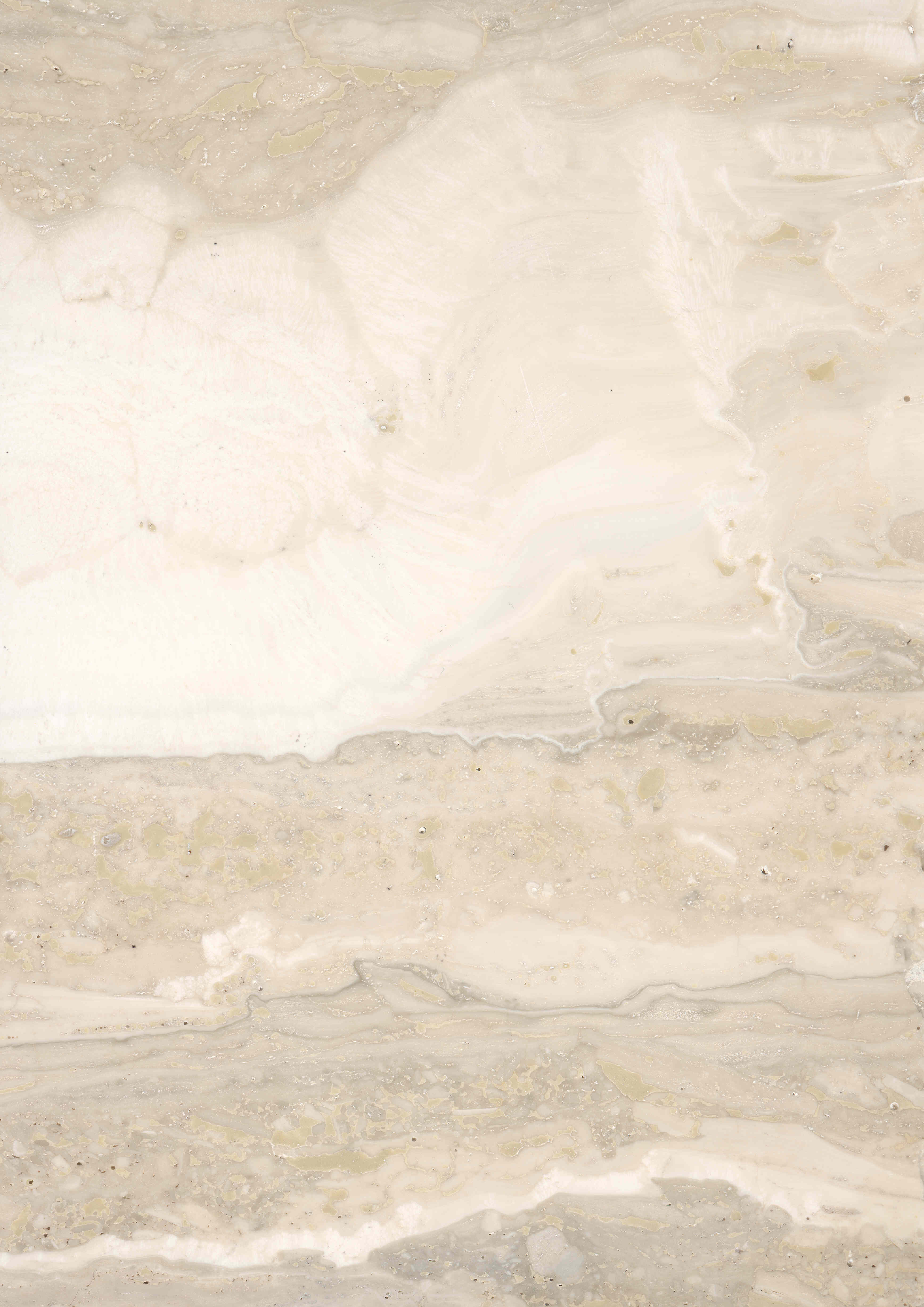
Travertino Toscano, Toskana (Rapolano Terme bei Siena)
Travertin Gerdoo'i (Iran)
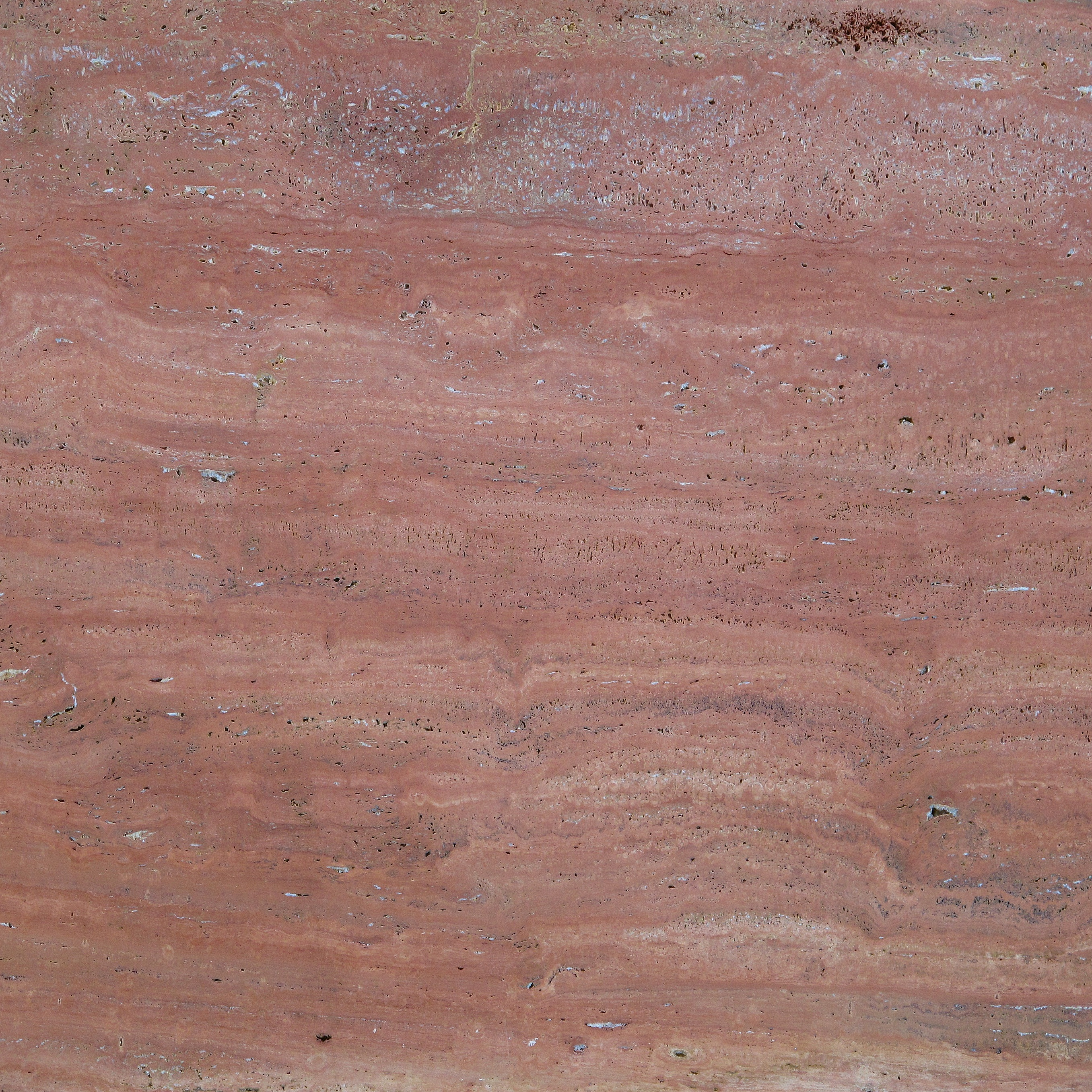
Persischer Travertin, Iran, Ost-Aserbaidschan, Maragha